# 黑额织巢鸟
黑额织巢鸟（学名：Ploceus velatus）也称南方黑额织巢鸟、黑额织布鸟，为织布鸟科织布鸟属的一种。体长约11-14.5厘米，面部呈黑色，故名。通常群居，广泛分布于非洲南部地区。
- 正在建巢的雄性黑额织巢鸟，南非约翰内斯堡